# Alter Jüdischer Friedhof (Fürth)

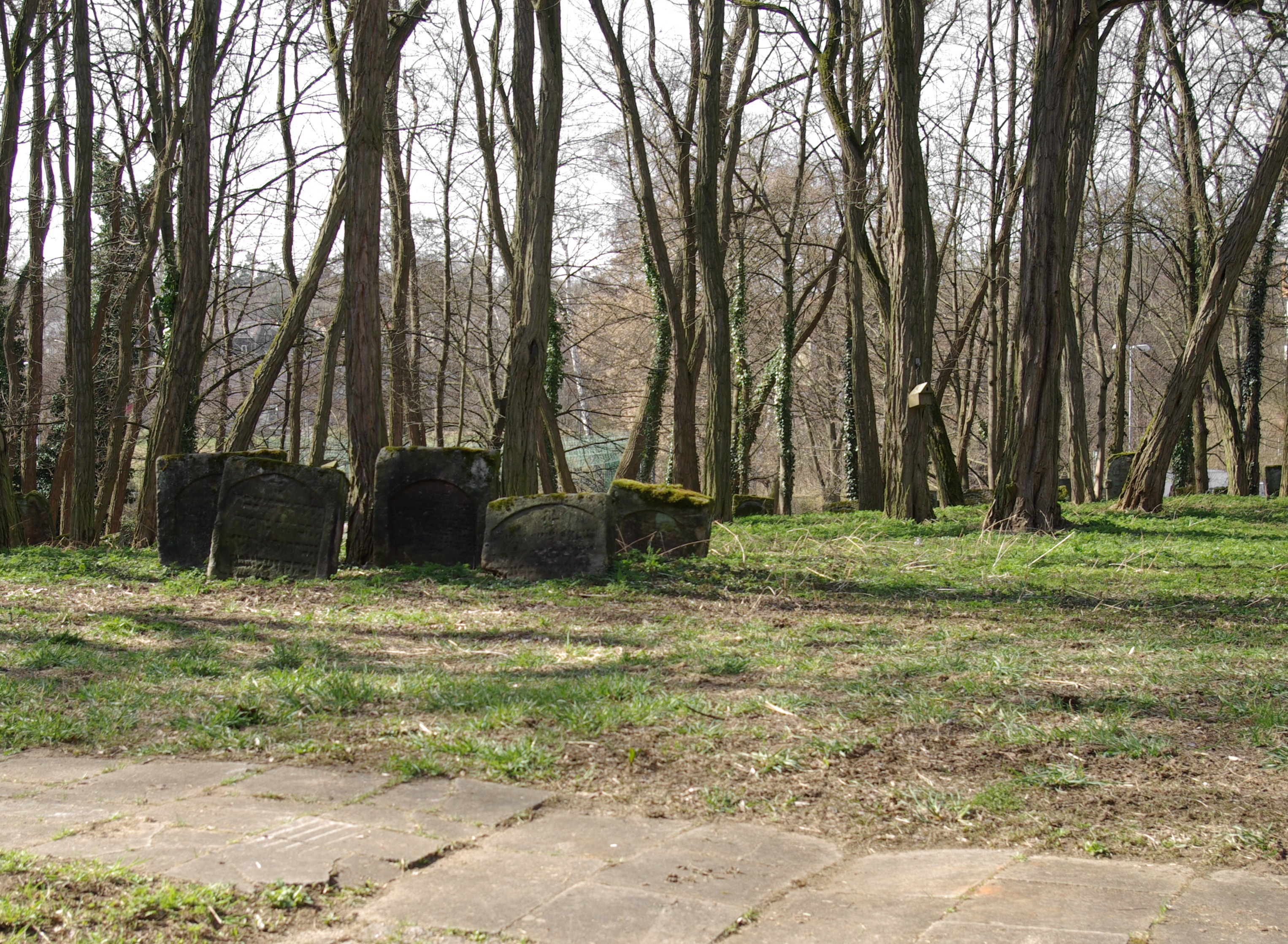
Alter Jüdischer Friedhof in Fürth, 2011

Der Alte Jüdische Friedhof ist eine von zwei Begräbnisstätten der jüdischen Gemeinde in Fürth. Der Friedhof war von 1607 bis 1936 in Gebrauch.

## Lage
Der Friedhof liegt im Westen der Altstadt am Abhang des Gänsbergs zur Rednitz. Heute hat er eine Fläche von 1,7 Hektar und ist damit der größte jüdische Friedhof Süddeutschlands.

## Geschichte

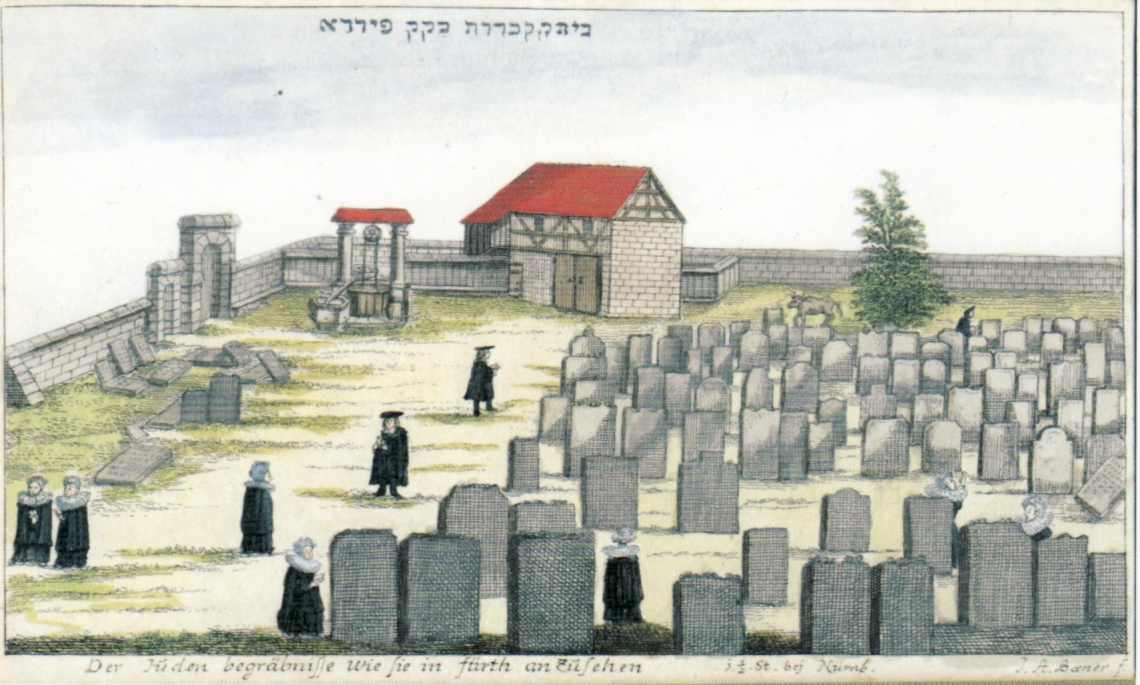
Der Friedhof auf einem kolorierten Kupferstich aus dem Jahre 1705

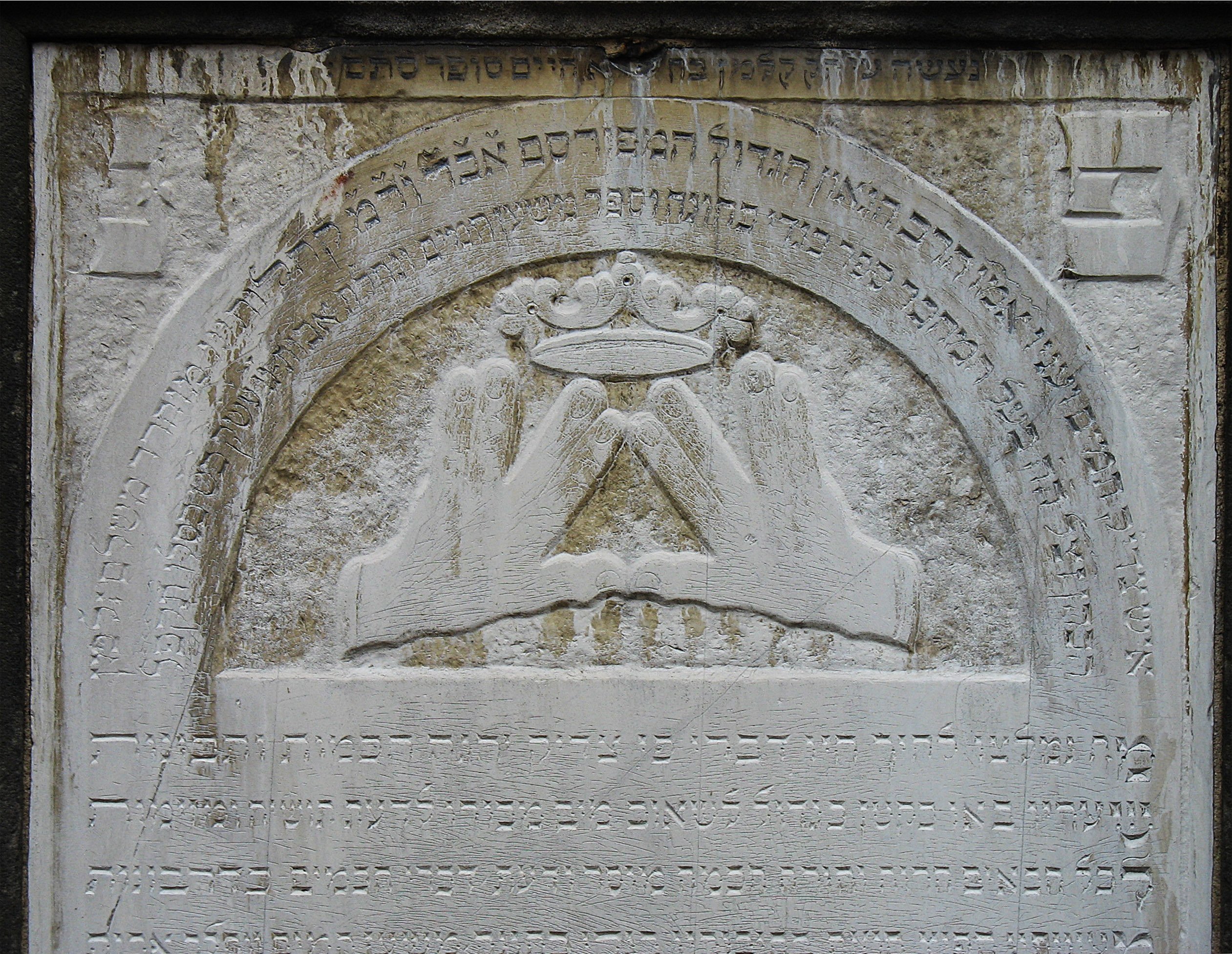
Grabstein des Oberrabbiners
Salomon Kohn (1739–1819)
auf dem Alten Jüdischen Friedhof

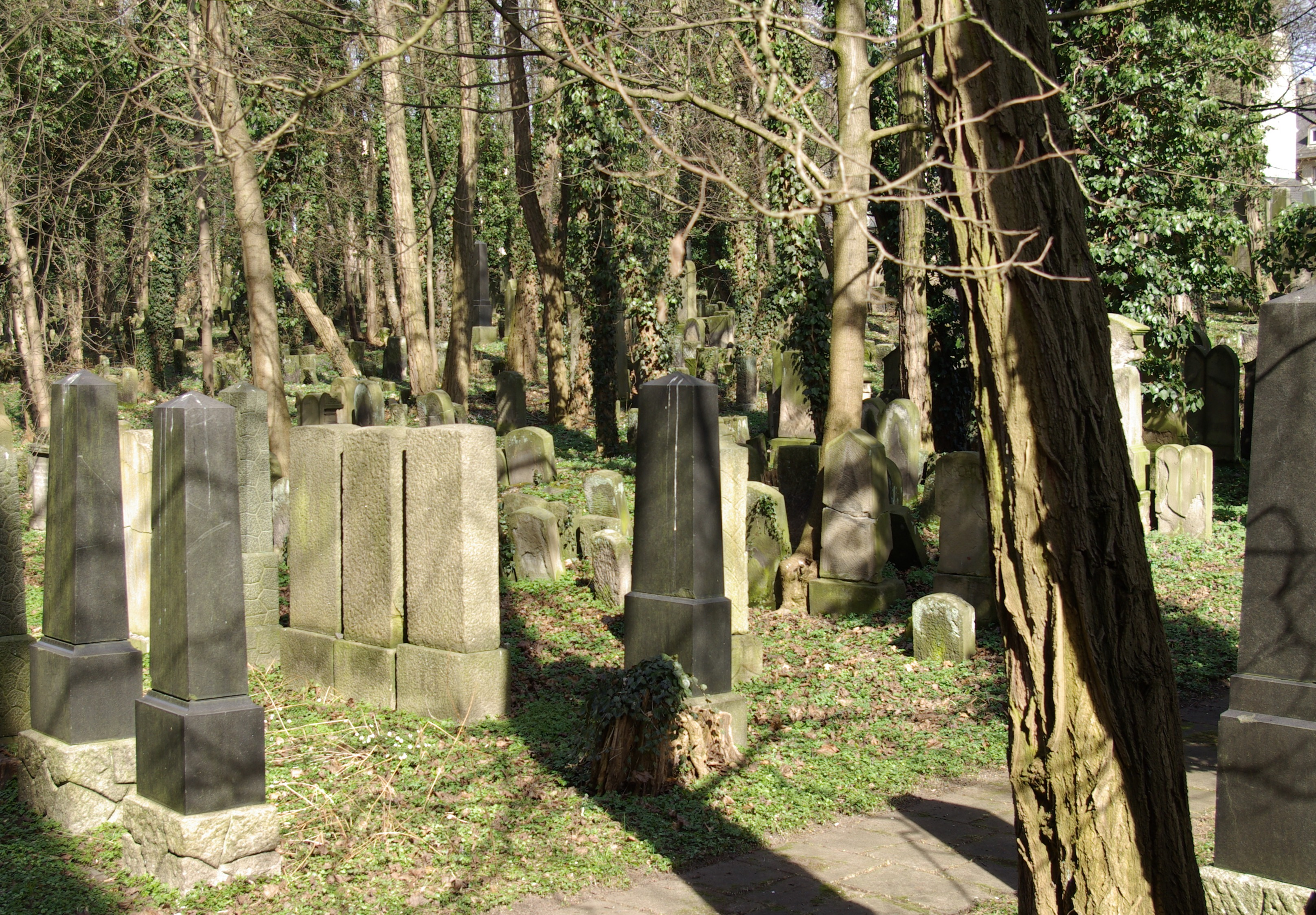
Alter Jüdischer Friedhof in Fürth, 2011

Die erste Beisetzung fand am 11. November 1607 für Ascher Anschel Herrlingen auf dem damals noch außerhalb der Stadt und auf Bamberger Gebiet liegenden Gelände statt. Bis dahin mussten Verstorbene auf den Friedhöfen in Baiersdorf oder Schnaittach beerdigt werden. Der alte Jüdische Friedhof wurde regelmäßig bis 1906 benutzt. Im selben Jahr 1906 wurde ein neuer Jüdischer Friedhof im Norden der Stadt an der Erlanger Straße angelegt. In der Folgezeit fanden auf dem alten Jüdischen Friedhof noch vereinzelt Beisetzungen statt, die letzte datiert aus dem Jahr 1936.
Während der Zeit des Nationalsozialismus wurde 1934 ein Teil des bis dahin 2 Hektar großen Friedhofes für den Ausbau einer Straße abgetrennt und die dort befindlichen Kindergräber wurden umgebettet. Die letzte Beerdigung fand am 3. April 1936 für Ella Oettinger statt. 1941 wurden viele Gräber geschändet, als an der Ostseite des Areals ein Löschwasserteich eingerichtet wurde, was auf Grund der nahe gelegenen Rednitz nicht notwendig war. Die weggenommenen Grabsteine wurden Fürther Steinmetzen als Rohmaterial kostenlos zur Verfügung gestellt. Im Jahr 1944 wurde der nordöstliche Teil des Friedhofes mit den dort liegenden Gräbern durch einen alliierten Fliegerbombentreffer zerstört.
Heute sind noch etwa 6000 von ehemals etwa 15.000 bis 20.000 Grabsteinen erhalten. Die Grabsteine, die nach den Schändungen und dem Bombentreffer nicht mehr an ihrem ursprünglichen Standort standen, wurden im Bereich des zugeschütteten Löschwasserteiches mit der Vorderseite gen Westen aufgestellt, um darauf zu verweisen, dass sie keine Ruhestätte mehr markieren, denn auf Ruhestätten weisen Grabsteine gen Osten, siehe Jüdischer Friedhof.

## Biotop
Der Alte Jüdische Friedhof gehört zu den größeren Biotopen in der Fürther Innenstadt. Der alte Baumbestand besteht unter anderem aus Birken, Eschen, Robinien, Ulmen sowie Berg- und Spitzahorn.